# فرنسيس كان (لاعب كرة قدم)
فرنسيس كان (بالإنجليزية: Francis Cann)‏ هو لاعب كرة قدم غاني، ولد في 6 فبراير 1998 في تيما في غانا لعب سابقاً في نادي الحزم.

## وصلات خارجية
- فرنسيس كان (لاعب كرة قدم) على موقع رابطة كرة القدم اليابانية للمحترفين (اليابانية)
- فرنسيس كان (لاعب كرة قدم) على موقع قاعدة بيانات كرة القدم.إي يو (الإنجليزية)
- فرنسيس كان (لاعب كرة قدم) على موقع Soccerway.com (الإنجليزية)
- فرنسيس كان (لاعب كرة قدم) على موقع عالم كرة القدم.نت (الإنجليزية)